# Віддалене адміністрування
Програ́ми відда́леного адмініструва́ння (Програ́ми дистанці́йного адмініструва́ння) — програми або функції операційних систем, що дозволяють отримати віддалений доступ до комп'ютера через Інтернет або локальну мережу і здійснювати управління та адміністрування віддаленого комп'ютера в реальному часі.
Програми віддаленого адміністрування надають майже повний контроль над віддаленим комп'ютером: вони дають можливість дистанційно керувати робочим столом комп'ютера, можливість копіювання або видалення файлів, запуску додатків і т. д.
Існує безліч реалізацій програм віддаленого адміністрування. Всі реалізації відрізняються інтерфейсами і використовуваними протоколами. Інтерфейс може бути візуальний або консольний. Одними з найпопулярніших і нійпоширеніших програм є, наприклад, компонент Windows Remote Desktop Services з клієнтом Remote Desktop Connection, Radmin, DameWare, PuTTY, VNC, UltraVNC, TightVNC, Apple Remote Desktop, Hamachi, TeamViewer, RustDesk, Remote Office Manager, Ammyy Admin та ін.

## Використовувані протоколи
Для передачі команд адміністрування та виведення екрану використовуються протоколи віддаленого адміністрування: RDP, VNC, X11, Telnet, Rlogin, RFB, ARD, ICA, ALP і власні. Для шифрування трафіку в програмах віддаленого адміністрування використовуються протоколи SSH, SSL, TLS і ін.